# Kumanoa
Kumanoa, rod crvenih algi iz porodice Batrachospermaceae, dio reda Batrachospermales. Postoje 55 priznatih vrsta a tipična je slatkovodna alga K. virgatodecaisneana .

## Vrste
1. Kumanoa abilii (M.P.Reis) Necchi & M.L.Vis
2. Kumanoa alakaiensis A.R.Sherwood, C.A.Jones & K.Y.Conklin
3. Kumanoa amazonensis Necchi & M.L.Vis
4. Kumanoa ambigua (Montagne) Entwisle, M.L.Vis, W.B.Chiasson, Necchi & A.R.Sherwood
5. Kumanoa americana (R.G.Sheath, M.L.Vis & K.M.Cole) M.L.Vis, Necchi, W.B.Chiasson & Entwisle
6. Kumanoa australica (Entwisle & Foard) Entwisle, M.L.Vis, W.B.Chiasson, Necchi & A.R.Sherwood
7. Kumanoa baiyunensis K.-P.Fang, F.-R.Nan & S.-L.Xie
8. Kumanoa balakrishnanii (Chaugule) E.K.Ganesan & J.A.West
9. Kumanoa bouwmanii A.L.Szinte, J.C.Taylor & M.L.Vis
10. Kumanoa capensis (Starmach ex Necchi & Kumano) Necchi & Vis
11. Kumanoa celebes E.T.Johnston, N.Buhari & M.L.Vis
12. Kumanoa chaugulei Jayalakshmi & Jose John
13. Kumanoa cipoensis (Kumano & Necchi) Entwisle, M.L.Vis, W.B.Chiasson, Necchi & A.R.Sherwood
14. Kumanoa comperei E.Fischer, D.Killmann & D.Quandt Fischer, Killmann & Quandt, 2020[2]
15. Kumanoa curvata (Z.-X.Shi) M.L.Vis, Necchi, W.B.Chiasson & Entwisle
16. Kumanoa dasyphylla (Skuja ex Balakrishnan & B.B.Chaugule) E.K.Ganesan & J.A.West
17. Kumanoa deminuta (Entwisle & Foard) Entwisle, M.L.Vis, W.B.Chiasson, Necchi & A.R.Sherwood
18. Kumanoa equisetoidea (Kumano & Necchi) Entwisle, M.L.Vis, W.B.Chiasson, Necchi & A.R.Sherwood
19. Kumanoa faroensis (Kumano & W.A.Bowden-Kerby) M.L.Vis, Necchi, W.B.Chiasson & Entwisle
20. Kumanoa gibberosa (Kumano) Necchi & M.L.Vis
21. Kumanoa globospora (Israelson) Entwisle, M.L.Vis, W.B.Chiasson, Necchi & A.R.Sherwood
22. Kumanoa gracillima (West & G.S.West) Entwisle, M.L.Vis, W.B.Chiasson, Necchi & A.R.Sherwood
23. Kumanoa gudjewga M.L.Vis, Necchi, W.B.Chiasson & Entwisle
24. Kumanoa henriquesiana (Reis) Necchi & M.L.Vis
25. Kumanoa hirosei (Kumano & Ratnasabapathy) L.M.Liao
26. Kumanoa holtonii M.L.Vis, Necchi, W.B.Chiasson & Entwisle
27. Kumanoa intorta (C.-C.Jao) Entwisle, M.L.Vis, W.B.Chiasson, Necchi & A.R.Sherwood
28. Kumanoa iriomotensis (Kumano) M.L.Vis, Necchi, W.B.Chiasson & Entwisle
29. Kumanoa iyengarii (Skuja ex Balakrishnan & B.B.Chaugule) E.K.Ganesan & J.A.West
30. Kumanoa jolyi (Necchi) Necchi & Vis
31. Kumanoa kushiroensis (S.Kumano & M.Ohsaki) F.R.Nan, J.Feng & S.L.Xie
32. Kumanoa kylinii (Balakrishnan & B.B.Chaugule) E.K.Ganesan & J.A.West
33. Kumanoa louisianae (Skuja) Entwisle, M.L.Vis, W.B.Chiasson, Necchi & A.R.Sherwood
34. Kumanoa lusitanica (Reis) Necchi & M.L.Vis
35. Kumanoa mahabaleshwarensis (M.S.Balakrishnan & B.B.Chaugule) E.K.Ganesan & J.A.West
36. Kumanoa mahlacensis (Kumano & Bowden-Kerby) M.L.Vis, Necchi, W.B.Chiasson & Entwisle
37. Kumanoa montagnei Entwisle, M.L.Vis, W.B.Chiasson, Necchi & A.R.Sherwood
38. Kumanoa nodiflora (Montagne) Entwisle, M.L.Vis, W.B.Chiasson, Necchi & A.R.Sherwood
39. Kumanoa nothocladoidea (S.L.Xie & Z.Shi) F.R.Nan, J.Feng & S.L.Xie
40. Kumanoa novaecaledonensis M.L.Vis, Necchi, W.B.Chiasson & Entwisle
41. Kumanoa procarpa (Skuja) Entwisle, M.L.Vis, W.B.Chiasson, Necchi & A.R.Sherwood
42. Kumanoa pseudocarpa (Reis) Necchi & M.L.Vis
43. Kumanoa rwandensis E.Fischer, D.Killmann & D.Quandt[2]
44. Kumanoa skujana (Necchi) Necchi & Vis
45. Kumanoa spermatiophora (M.L.Vis & Sheath) Entwisle, M.L.Vis, W.B.Chiasson, Necchi & A.R.Sherwood
46. Kumanoa tabagatenensis (Kumano & W.A.Bowden-Kerby) M.L.Vis, Necchi, W.B.Chiasson & Entwisle
47. Kumanoa tiomanensis (Kumano & Rathnasabathy) Necchi & M.L.Vis
48. Kumanoa torsiva (Z.-X.Shi) F.R.Nan, J.Feng & S.L.Xie
49. Kumanoa tortuosa (Kumano) E.T.Johnston, P.-E.Lim & M.L.Vis
50. Kumanoa transitoria (S.Xie & Z.Shi) F.R.Nan, J.Feng & S.L.Xie
51. Kumanoa umamaheswararaoi (Baluswami & Babu) E.K.Ganesan & J.A.West
52. Kumanoa virgatodecaisneana (Sirodot) Entwisle, M.L.Vis, W.B.Chiasson, Necchi & A.R.Sherwood
53. Kumanoa vittata (Entwisle & Foard) Entwisle, M.L.Vis, W.B.Chiasson, Necchi & A.R.Sherwood
54. Kumanoa woitapensis (Kumano) Necchi & M.L.Vis
55. Kumanoa zeylanica (Skuja ex Balakrishnan & B.B.Chaugule) E.K.Ganesan & J.A.West

## Vajske poveznice
- Systematics of the Batrachospermales (Rhodophyta)

|  | Zajednički poslužitelj ima još gradiva o temi Kumanoa |
|  | Wikivrste imaju podatke o taksonu Kumanoa             |